# Va desafiar la mort
Va desafiar la mort (originalment en anglès, Until Death) és una pel·lícula d'acció de justiciers estatunidenca de 2007 protagonitzada per Jean-Claude Van Damme i dirigida per Simon Fellows. Es va publicar directament en format DVD el 24 d'abril de 2007. Van Damme interpreta Anthony Stowe, un detectiu de policia corrupte addicte a l'heroïna a qui tothom odia. Després de rebre un tret en un tiroteig, entra en coma. Mesos després, es recupera i decideix aprofitar la seva segona oportunitat de vida. S'ha doblat al català per TV3, que va emetre-la per primer cop el 10 d'agost de 2009.

## Repartiment

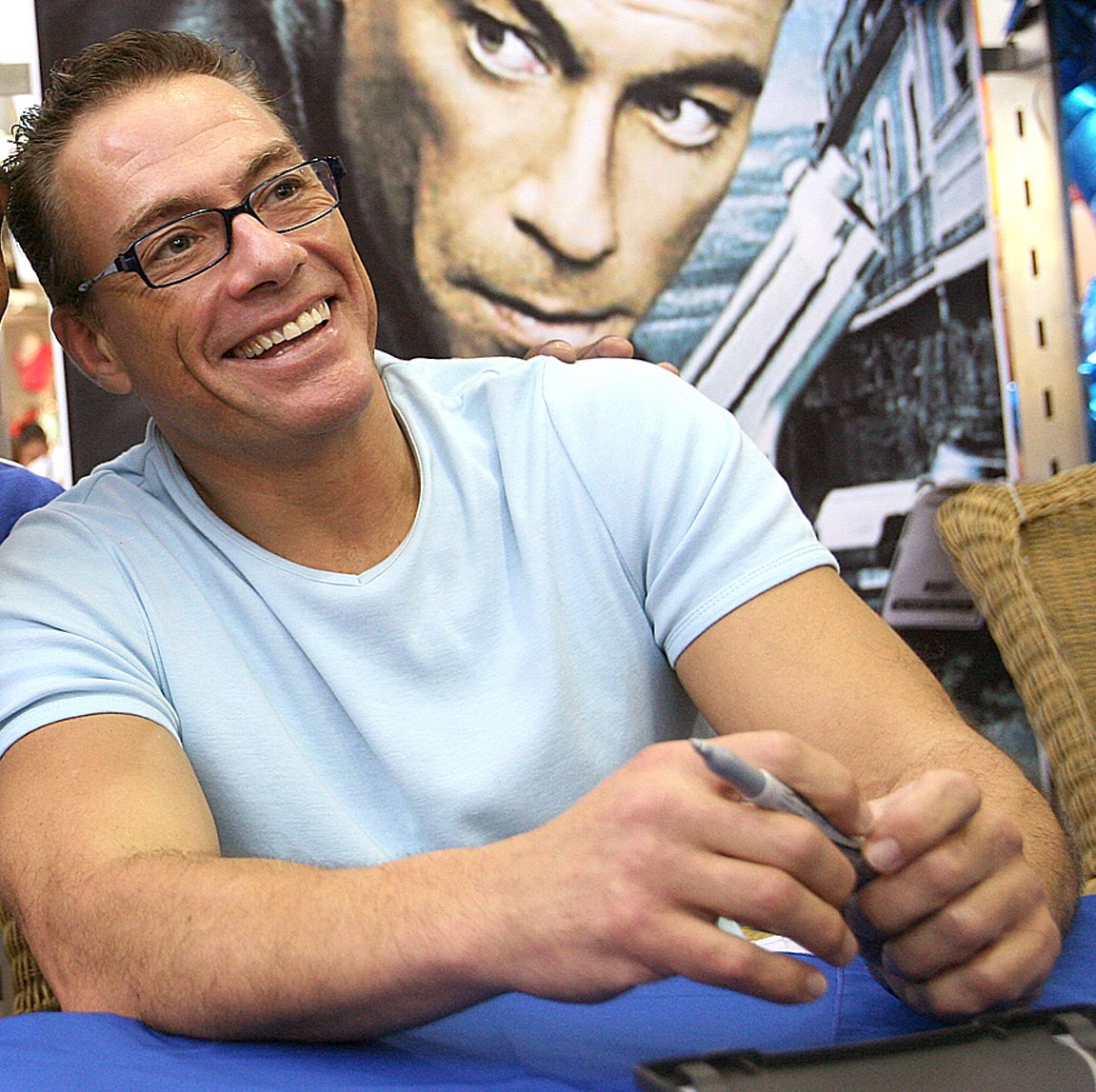
Van Damme, el 2007

- Jean-Claude Van Damme com a Anthony Stowe
- Selina Giles com a Valerie Stowe
- Mark Dymond com a Mark Rossini
- William Ash com a Serge
- Stephen Lord com a Jimmy Medina
- Gary Beadle com a Mac Baylor
- C. Gerod Harris com a Ross
- Wes Robinson com a Chad Mansen
- Stephen Rea com a Gabriel Callahan
- Buffy Davis com a Jane
- Alana Maria com a Clementine Harrington
- Fiona O'Shaughnessy com a Lucy
- Rachel Grant com a Maria Ronson
- Adam Leese com a Van Huffel
- Paul Williams com a Tommy
- Andrew Nienhaus com a noi de fons sense cella
- Peter Kuiper com a gàngster vell
- Raicho Vasilev com a membre de l'equip
- Yulian Vergov com a Agent 1